# Réadaptation
Pour les articles homonymes, voir Réhabilitation.
En ergothérapie, en neuropsychologie ou en physiothérapie, la réadaptation ou réhabilitation est le processus visant à réduire les incapacités d'une personne. La réadaptation s'inscrit dans la suite logique : rééducation-réadaptation-réinsertion.
Selon l'OMS, la réhabilitation des personnes porteuses de handicap est « un dispositif leur permettant d'atteindre et de garder leurs niveaux fonctionnels physique, sensoriel, intellectuel, psychologique et social » ; ce dispositif comprend les outils nécessaires à leur autonomie.

## Neuroréhabilitation
Ce néologisme, calqué de l'anglais, regroupe tous les services de neurologie clinique, d'ergothérapie et de physiothérapie, d'orthophonie et de médecine générale permettant aux personnes cérébrolésées de récupérer autant que possible leurs facultés et leur fonctionnement.